# アミーナ・グリブ＝ファキム
ビビ・アミーナ・ファードース・グリブ＝ファキム（英語: Bibi Ameenah Firdaus Gurib-Fakim、1959年10月17日 - ）は、モーリシャスの生物学者、政治家。第6代大統領を務めた。「Gurib-Fakim」は出生時の姓「Gurib」と、結婚した男性の姓「Fakim」から成る二重姓であり、前者は片仮名では「ギュリブ」とも書かれる。

## 経歴

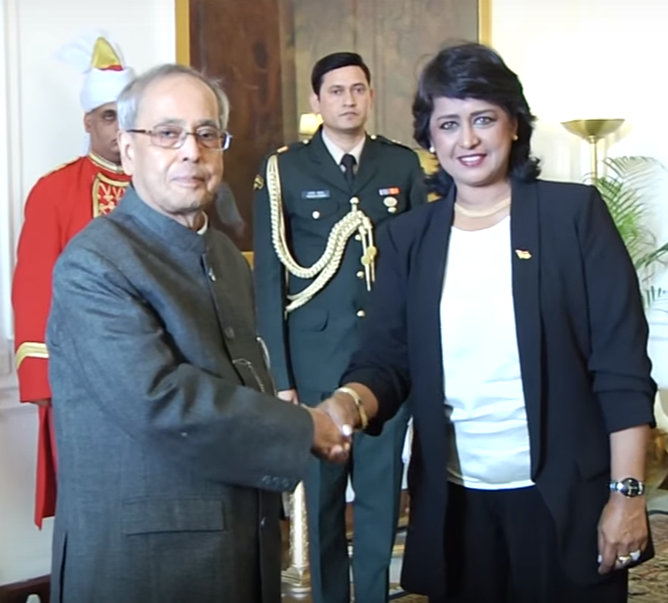
2015年12月7日、インドのプラナブ・ムカルジー大統領と会見したファキム

ハセンジ・グリブとファードース・ダーゴヒーの子として、スリナム村に生まれる。プレーヌ・マニャンで育ち、セント・パトリスの小学校を卒業。高校卒業後はイングランドに渡り、1983年に化学の学位を得てサリー大学を卒業。エクセター大学で有機化学の博士号を取得後の1987年に帰国し、モーリシャス大学に勤務した。
その後、モーリシャス研究審議会研究部長、モーリシャス大学理学部長、同大学副学長、国際科学会議連合アフリカ地域事務所長を歴任。また、CIDPリサーチ・アンド・イノベーションの社長として、モーリシャス固有の植物の医学的・栄養学的効用の研究に没頭した。
2014年12月、レペップ連合の大統領候補に選ばれた。2015年5月29日にカイラシュ・ピュリャグ大統領が辞任すると、アヌルード・ジュグノート首相とポール・ベレンジャー野党院内総務の双方がグリブの指名を積極的に歓迎したことから、国民議会において全会一致で大統領に指名された。同国の元首に女性が就いたのは大統領制導入前のエリザベス2世と、2012年と2015年に大統領代行を務めたモニーク・ベルポーに次ぐ3人目であり、正式な大統領に就任したのはファキムが初である。2016年、ファキムがNGOから提供されたクレジットカードを流用し、宝石や洋服など最大2万6000ドル分を私的に購入した疑惑が地元メディアに報じられ、2018年3月17日に大統領辞任を表明（23日に退任）。

## 人物
1988年に外科医のアンワル・ファキムと結婚し、1男1女を儲けた。カトル・ボルヌに親や夫、子供と暮らす。

## 栄典

### 勲章
- インド洋星鍵勲章司令官（モーリシャス）[9]
- インド洋星鍵勲章大十字（モーリシャス）
- 教育功労章シュヴァリエ（フランス）[9][10]
- フランチェスコ1世王勲章大十字騎士（両シチリア王家）[11]

### その他
- 国家経済社会評議会賞（モーリシャス）[9]
- アフリカ連合女性科学者賞（アフリカ連合、2009年）[9]
- CTA/NEPAD/AGRA/RUFORUMアフリカ女性科学者賞（アフリカ連合、2009年）[9]
- パリ第6大学名誉学位（フランス）[12]
- ヨルダン・イスラム科学アカデミーフェロー（ヨルダン）[9]
- アフリカ科学技術研究院フェロー（ナイジェリア）[9]
- ロレアル-ユネスコ女性科学賞（国連教育科学文化機関）[9]
- ロンドン・リンネ協会選任フェロー（イギリス、2007年）[9]